# 今川碧海
今川碧海（1999年1月30日—）是日本偶像，東京都出身，偶像團體MeseMoa.的一員，亦是男子團體Traffic Light.的一員。
經紀公司為mitt management，所屬的團體MeseMoa.的經紀公司為株式會社DD。在MeseMoa.中以藝名Aoi進行活動，在Traffic Light.及影視活動中則以本名今川碧海進行活動。

## 簡歷
- 2011年9月10日，在Niconico動畫上投稿了標題為『【先生】ZIGG ZAGG踊ってみた【僕】』的翻跳影片。[2]
- 2012年5月10日，參演的翻跳影片『男11人で モーニング娘。 - 恋愛ハンター を踊ってみた』上傳到Niconico動畫上，以投稿翻跳這個影片作為契機，參演成員們組成偶像團體Musumen.。[3]
- 同年，參加K-POP翻跳團體「NYAINEE」，以日本代表的身分在「K-POP COVER DANCE FESTIVAL 世界大會」中出場，並獲得亞軍。
- 2015年11月，在第28屆JUNON SUPER BOY美男子選拔賽中獲得評審特別獎[4][5]。
- 2016年4月1日，進入砂岡事務所（日语：砂岡事務所）[6]。
- 同年11月，與同為Musumen.成員的白服（日语：白服）、浮躁王子組成Traffic Light.，推出單曲『Dance Dance!! / Traffic Jam』正式出道[7]。該單曲在Oricon公信榜周榜獲得第9位。[8]
- 2021年5月25日、在MeseMoa.的部落格中發表退出砂岡事務所，並加入新事務所mitt management。[9]

## 影視作品
以團體身分參演的作品請參照MeseMoa.。

註：角色名粗體字者表示為主演。
- 電視劇『怪獣倶楽部～空想特撮青春記～（日语：怪獣倶楽部～空想特撮青春記～）[10]』（2017年6月4日、MBS・TBS）- 飾 サトル[11]
- 電視劇『妖怪! 百鬼夜高等学校（日语：妖怪! 百鬼夜高等学校）[12]』（2018年10月18日、日本電視台）- 飾 二口女[13]
- 電視動畫『戰國鳥獸戲畫』（2016年10月8日、KBC） - 飾 前田利家、本多忠勝[14]
- 電視動畫『世界黑暗圖鑑』（2017年4月3日、東京電視台） - 飾 湯姆[15]
- 電視動畫『暗芝居』第5、6期（2018年7月7日、東京電視台）[16]
- 電視節目『戦国鍋TV 〜なんとなく歴史が学べる映像〜（日语：戦国鍋TV 〜なんとなく歴史が学べる映像〜）』（2010年4月6日、tvk） - 飾 種田龜
- 電視節目『猫のひたいほどワイド（日语：猫のひたいほどワイド）』（2017年4月3日 - 2018年9月26日、tvk）[17]
- 網路劇『秋葉原@DEEP2.0[18]』（2020年9月18日、Amazon Video） - 飾 阿頁[19][20]
- 網路節目『喜怒哀楽アウトプット』（2019年、來賓）[21]
- 網路節目『Benza English（日语：Benza English）』（2020年、來賓）[22]
- 朗讀劇『シスター』（2017年10月25日）[23]
- 朗讀劇『星今宵[24]』（2024年3月15日）- 飾 彦星
- 電影『海邊的道別（日语：Sea Opening）[25]』（2018年） - 飾 川西雅也[26]
- 微電影『道具屋ウツロ』（2020年） - 飾 ウツロ
- DVD『強制除霊師・斎』（2021年） - 飾 藤原[27]
- 舞台劇『秦組公演vol．3『らん』』（2010年7月7日 - 2010年7月11日） - 飾 孩童
- 舞台劇『TRICKSTER ～the STAGE～（日语：TRICKSTER -江戸川乱歩「少年探偵団」より-#舞台）』（2017年4月12日 - 2017年4月16日） - 飾 山根たすく[28]
- 音樂劇『Cry for the MOON－月に捧げる唄―』（页面存档备份，存于）（2017年12月21日 - 2017年12月26日） - 飾 海月[29]
- 舞台劇『東海道四谷怪談 （页面存档备份，存于）』（2018年3月17日 - 2018年3月25日） - 飾 お梅[30]
- 舞台劇『春の修学旅行 『妖怪！百鬼夜高等学校』～一条通と付喪神～（日语：妖怪! 百鬼夜高等学校#舞台版）』（2019年3月4、5日、來賓） - 飾 二口女[31]
- 舞台劇『RE:Trigger（页面存档备份，存于）』（2019年3月20日 - 2019年3月25日） - 飾 ナイト
- 舞台劇『アオアシ （页面存档备份，存于）』（2022年5月18日 - 2022年5月22日） - 飾  青井葦人[32][33][34]
- 舞台劇『Love Letter for You』[35]（2022年9月5日） - 飾 鈴木徹[36][37][38][39]
- 舞台劇 『ひとくず』（2025年7月4日 - 2025年7月9日、本多劇場） - 飾 テラー
- あおいファースト写真集『あおい』（2019年2月1日發售、主婦と生活社、JUNON編集部）[40]
- あおいファースト写真集『碧海』（2019年2月1日發售、主婦と生活社、JUNON編集部）

## 外部連結
- 今川碧海的X（前Twitter）
- 今川碧海的Instagram帳戶
- MeseMoa.官方網站（页面存档备份，存于）
- MeseMoa.官方部落格（页面存档备份，存于）
- mitt management（今川 碧海） （页面存档备份，存于）